# Філлмор (Каліфорнія)
Філлмор (англ. Fillmore) — місто (англ. city) в США, в окрузі Вентура штату Каліфорнія. Населення — 16 419 осіб (2020).

## Географія
Філлмор розташований за координатами 34°23′55″ пн. ш. 118°55′4″ зх. д. / 34.39861° пн. ш. 118.91778° зх. д. (34.398582, -118.917684).  За даними Бюро перепису населення США в 2010 році місто мало площу 8,71 км², з яких 8,71 км² — суходіл та 0,00 км² — водойми.

### Клімат
| Клімат : Філлмор              | Клімат : Філлмор | Клімат : Філлмор | Клімат : Філлмор | Клімат : Філлмор | Клімат : Філлмор | Клімат : Філлмор | Клімат : Філлмор | Клімат : Філлмор | Клімат : Філлмор | Клімат : Філлмор | Клімат : Філлмор | Клімат : Філлмор | Клімат : Філлмор |
| Показник                      | Січ.             | Лют.             | Бер.             | Квіт.            | Трав.            | Черв.            | Лип.             | Серп.            | Вер.             | Жовт.            | Лист.            | Груд.            | Рік              |
| Абсолютний максимум, °C       | 33,3             | 33,3             | 35,6             | 40,6             | 38,9             | 41,1             | 40,6             | 40,6             | 42,8             | 42,2             | 37,2             | 37,2             | 42,8             |
| Середній максимум, °C         | 20,6             | 20,6             | 21,7             | 23,3             | 23,9             | 25,0             | 27,2             | 28,3             | 27,8             | 26,1             | 23,3             | 20,6             | 24,0             |
| Середній мінімум, °C          | 5,0              | 6,1              | 6,7              | 7,8              | 10,0             | 11,7             | 13,9             | 13,3             | 12,8             | 10,0             | 6,7              | 5,0              | 9,1              |
| Абсолютний мінімум, °C        | −3,9             | −3,3             | −3,9             | −1,1             | 1,7              | 2,8              | 3,3              | 4,4              | 4,4              | 0,0              | −2,2             | −3,9             | −3,9             |
| Норма опадів, мм              | 94               | 127              | 69               | 20               | 8                | 3                | 0                | 0                | 5                | 18               | 36               | 64               | 444              |
| ----------------------------- | ---------------- | ---------------- | ---------------- | ---------------- | ---------------- | ---------------- | ---------------- | ---------------- | ---------------- | ---------------- | ---------------- | ---------------- | ---------------- |
| Джерело: The Weather Channel. |                  |                  |                  |                  |                  |                  |                  |                  |                  |                  |                  |                  |                  |

## Демографія
Згідно з переписом 2010 року, у місті мешкали 15 002 особи в 4156 домогосподарствах у складі 3364 родин. Густота населення становила 1721 особа/км².  Було 4408 помешкань (506/км²).
Расовий склад населення:
| - 57,2 % — білих - 1,2 % — корінних американців - 1,0 % — азіатів - 0,5 % — чорних або афроамериканців - 0,1 % — вихідців з тихоокеанських островів - 34,7 % — осіб інших рас |

До двох чи більше рас належало 5,3 %. Частка іспаномовних становила 74,7 % від усіх жителів.
За віковим діапазоном населення розподілялося таким чином: 30,2 % — особи молодші 18 років, 59,5 % — особи у віці 18—64 років, 10,3 % — особи у віці 65 років та старші. Медіана віку мешканця становила 31,9 року. На 100 осіб жіночої статі у місті припадало 99,8 чоловіків;  на 100 жінок у віці від 18 років та старших — 98,9 чоловіків також старших 18 років.
Середній дохід на одне домашнє господарство  становив 67 437 доларів США (медіана — 56 239), а середній дохід на одну сім'ю — 71 477 доларів (медіана — 61 330). Медіана доходів становила 41 765 доларів для чоловіків та 32 692 долари для жінок. За межею бідності перебувало 24,2 % осіб, у тому числі 38,8 % дітей у віці до 18 років та 11,8 % осіб у віці 65 років та старших.
Цивільне працевлаштоване населення становило 6257 осіб. Основні галузі зайнятості: освіта, охорона здоров'я та соціальна допомога — 20,1 %, сільське господарство, лісництво, риболовля — 10,2 %, науковці, спеціалісти, менеджери — 10,0 %.